# 芜湖东站
芜湖东站是位于安徽省芜湖市鸠江区小杨村的一个铁路车站，邮政编码241001。车站建于1985年，并在2008年进行过扩建改建。目前有宁铜铁路和淮南铁路经过该站，现仅办理货运列车的到发编组业务，办理货运业务，车站I场、IV场、VI场以及下行区间为电气化线路区段，上行未有电气化。车站距离中华门站85公里，隶属中国铁路上海局集团有限公司，为华东地区较大的地区性混合式三级六场站型编组站，是一等站。

## 历史
1973年2月，上海铁路局报告交通部，认为皖赣线的修建会造成芜湖枢纽的运量大幅度增长，为此提出改造芜湖枢纽。交通部随后原则同意，并在随后下达的宁铜线技术改造项目内列入了芜湖枢纽技术改造任务。铁四院于1975年通过对汤家山、神山后、神山中三个方案进行比较后，推荐神山中方案。经安徽省、芜湖市、铁道部及有关单位研究同意，国家建委于1979年批复同意神山中方案。后来芜湖市以城市绿化为由，又不同意该方案，以致枢纽的设计工作不能继续进行。1981年9月，安徽省邀请铁道部、南京军区及其他有关部门在芜湖市召开了“芜湖枢纽方案讨论会”。会后安徽省向国家建委、国家计委和铁道部，推荐编组站设在小杨村的方案，同年10月铁道部报经国家建委批准同意，下达了《关于芜湖枢纽有关设计问题的通知》，小杨村编组站由铁四院负责勘测设计，由铁四局担任施工。铁四院于1982年6月完成初步设计，1983年12月完成施工设计。
为了适应皖赣线即将投产的需要，决定在小杨村编组站先修建6股到发线，6股编组线和部分机务设备作为应急工程，与皖赣铁路同步建成。负责施工的铁四局，随即以所属第六工程处为主，电气化、给排水、建筑等专业工程处配合，组织施工力量约三千余人，参加施工。于1983年5月7日开工，1984年4月完成编组站的应急工程。经上海铁路局会同有关单位组织验收后工程于1984年6月与皖赣线同时交付使用，承担了宁铜、皖赣、淮南等线的客货列车到发，货物列车解体、编组和始发作业，日均办理车数，1984年为463辆，1987年达到1586辆，发挥了效益。
应急工程交付使用后，编组站工程继续施工。运营部门为扩大运输能力的需要，要求小杨村机务段尽快形成洗修能力。随后车站边运营一边施工，于1987年继续交付地区通讯及站修所，年末外包正线、编组站Ⅲ场、塔桥站及车辆段房屋等已达到交验要求。
芜湖东站在2016年淮南铁路电气化时进行了进一步的改造，包括修建湾里便线工程、站场信号改造、I场、IV场、VI场电气化改造等工程。其中，湾里便线于2016年8月30日开通；I场、II场、III场信号工程于2016年9月开通；Ⅳ、Ⅴ、Ⅵ场信号改造则于2016年11月11日完成，

## 车站结构
芜湖东站设有六个站场。I场、II场、III场位于东杨村，由东向西依次排开。其中I场有宁铜铁路下行线经过，北侧设灯泡线联络III场北咽喉。II场夹在I场和III场之间，为编组场，设有24条股道，北侧设有驼峰，南侧接IV场；III场有宁铜铁路上行线经过，北侧接I场牵出的灯泡线，南侧接IV场、合肥机务段芜湖运用车间和芜湖客机折返段。
芜湖东站IV场位于三塘村附近，北接II场，西邻合肥机务段芜湖运用车间和芜湖客机折返段、东邻Ⅵ场，有淮南铁路下行线经过。
| 站场/线路 |          |               |             |           |               |          |
| 站场/线路 | ←北0 南→ | ←北0 南→      | ←北0 南→    | ←北0 南→  | ←北0 南→      | ←北0 南→ |
| --------- | -------- | ------------- | ----------- | --------- | ------------- | -------- |
| 站场/线路 | →南京    | I场           | Ⅵ场（湾里） | 宁铜下行→ | Ⅴ场（化鱼山） | →芜湖    |
| 站场/线路 | 驼峰     | Ⅱ场（编组场） | Ⅳ场         | ↘合肥↗    | Ⅴ场（化鱼山） | →芜湖    |
| 站场/线路 | ←南京    | III场         | 机务折返段  | 宁铜上行↙ | 化鱼山货场    | 不適用   |

### Ⅵ场
芜湖东站Ⅵ场原名湾里站，位于湾里街道，有宁铜铁路下行线经过。湾里站始建于1936年，芜湖长江大桥通车后，宁铜铁路塔桥至芜湖段上下行分线，湾里站遂改为乘降所；2004年铁路第五次提速后，湾里站不再办理乘降业务，2008年并入芜湖东站，改名为芜湖东站IV场。
宁安高铁建设时，由于既有Ⅵ场的线路紧贴空军湾里机场，使得上海铁路局决定将Ⅵ场向西平移52米，改建工程于2011年5月27日投入使用。改建后的车站设有两条通往机场的专用线，主要运送货品分别为油品和煤炭。

### V场
芜湖东站V场建设于1965年，原名化鱼山站、芜湖西站，位于汀棠街道天门山中路、宁铜铁路和淮南铁路交汇处南侧、III场及IV场的东南侧、芜湖站以北。化鱼山站建于1965年，原为二等货运站。1981年改名芜湖西站。站内有到发线7条，调车线8条，衔接专用线7条，通往朱家桥外贸码头的专用线在此接轨。主要担当货场及专用线取送作业，芜湖西——芜湖东、芜湖西——湾里站间的小运转作业，轮渡作业。站内行车设施，采用微机集中联锁设备。1993年7月30日占地面积12.2万平方米的芜湖西货场启用，2008年改为现名芜湖东站V场，是皖南地区最大的货场之一。现仅办理货运业务，办理货运列车调度，但不办理散堆装货物发送、到达业务。
化鱼山货场于1993年7月30日正式开通启用，是一个现代化的大型货场，占地面积12.2万平方米，建有2座整车大型仓库，总建筑面积4208平方米，站台两座，面积9155平方米，军用备品库1座，235平方米，6条货物线，有效长172米，专门办理各类整车及集装箱货物到达业务。货场配备20吨、36吨大型门吊各1台，能满足装卸40英尺大型集装箱业务需要，年货物吞吐量达200万吨。由于该货场长期未对存放煤炭进行降尘处理，导致遇到大风天气时煤灰扬尘污染严重，影响周边居民区的空气质量。货场在2015年经过整治后情况略有好转。

## 下辖车站
芜湖东站为中国铁路上海局集团有限公司直属站，站机关坐落在芜湖市九华北路湾里集贸市场，成立于1984年。1996年八里湾、芜湖南、青弋江、芜湖等四个站划归芜湖东站管辖，1999年8月27日划出。2006年12月14日宁铜线安江—塔桥8个站划入本站管辖。
目前车站管辖里程宁铜线（K59+697一K109+952）50.255千米，管辖站为芜湖东编组站及宁铜线安江站、慈湖站、馬鞍山站、采石站、黄梅山站、当涂站、毛耳山站、塔桥站。